# 김기열
김기열(한국 한자: 金裿烈, 1981년 6월 5일~)은 대한민국의 희극 배우이다. KBS 21기 공채 개그맨으로 데뷔한 것으로 알려져 있으나, 개그 오디션 프로그램 개그사냥 입상(1등) 영향으로 특채로 선발되었으며, 2012년 5월부로 유령회사로 나왔던 K&K엔터테인먼트를 설립하여 개그맨 이종훈과 박영진을 영입하였으나 지금은 그들과 함께 다원엔터테인먼트로 이적하였다. 사촌 형은 아이리스 작가인 조규원이고 아버지 이름은 김중식(金重植)이다.

## 학력
- 서일대학교 정보통신학과
- 태릉고등학교
- 공릉중학교
- 서울태릉초등학교

## 출연작 목록

### 예능 프로그램
- 《폭소클럽2》
- 《개그사냥》
- 《개그콘서트》(KBS 2TV)
  - 〈견뎌〉
  - 〈고마워요〉
  - 〈고! 스톱?〉
  - 〈공부의 신〉
  - 〈교무회의〉수학선생 역
  - 〈그냥 가~〉
  - 〈까다로운 변 선생〉
  - 〈나쁜 남자〉착한남자 역
  - 〈내꺼하자〉
  - 〈네가지〉돈 안쓰는 남자 역 → 인기 없는 남자 역
  - 〈두분 토론〉사회자 역
  - 〈만수르〉가정교사 역
  - 〈많이 컸네~ 황 회장〉김실장 역
  - 〈배틀트집〉
  - 〈범죄의 재구성〉
  - 〈복두신권〉
  - 〈봉숭아 학당〉
  - 〈불량엄마〉선생님 역
  - 〈뿌레땅 뿌르국〉거지 역
  - 〈상남자들〉서태훈, 정명훈의 친구 역
  - 〈소극장 배우들〉
  - 〈소심지존 기열킹〉
  - 〈슈퍼스타KBS〉
  - 〈억수르〉니주르 역
  - 〈연인〉
  - 〈오빠〉
  - 〈왕게임〉
  - 〈은밀하게 연애하게〉형사역
  - 〈음모론〉
  - 〈이거 실화냐?〉진행자 역
  - 〈이별에 대처하는 우리들의 자세〉돈 안쓰는 남자 역
  - 〈이층의 악당〉왕예민 역
  - 〈일당 Back〉장군 역
  - 〈일촉즉발〉남한 군인 역
  - 〈잠복근무〉
  - 〈지역 광고〉알선자 역
  - 〈쩨쩨한 로맨스〉
  - 〈초근접 현미경〉
  - 〈출소〉보스 또는 두목 역
  - 〈친절한 아저씨〉
  - 〈컴백〉
  - 〈팀명 징크스〉
  - 〈픽미업〉
  - 〈핵존심〉진행자 역
  - 〈회의자들〉
  - 〈4네가지〉돈 안쓰는 남자 역
  - 〈K-JOB 스타〉K-JOB 스타 심사위원 역
  - 〈Mr.뺀〉
- 《당신이 한번도 보지못한 개그콘서트》MC
- 《대국민 토크쇼 안녕하세요》
- 《우리동네 예체능》
- 《먹고 사는 이야기쇼 경제 가마솥》(KBS 전주)
- 《클릭 콕콕! 지식팡팡》(SBS U)
- 《크리에이티브 던파 : THE MOVIE》(OGN)
- 《고민타파 해결왕》(투니버스)

### 드라마
- 2012년 SBS Plus 《그대를 사랑합니다》
- 2013년 KBS2 《아이리스 2》
- 2013년 KBS2 《직장의 신》
- 2013년 KBS1 《지성이면 감천》

## 공연
- 김기열의 행쇼
- 김기열의 행쇼 2탄
- 김기열의 행쇼 3탄

## 음반활동
- 2012년 싱글 앨범 - 내 위장은 꿈틀대요, 통큰남자
- 2013년 싱글 앨범 - 너를 봄, 아웃오브턱별시(Feat. 유환희)
- 2015년 싱글 앨범 - 밥이 넘어가니
- 2016년 싱글 앨범 - 상남자들
- 2017년 싱글 앨범 - 석양이 진다(Feat. 이세진)
- 2018년 싱글 앨범 - 봄이 와봤자

## 경력
- 2010년 6월 명예 119시민수상구조대원
- 2013년 2월 코레일 홍보대사
- 2013년 5월 4대 사회악 근절 홍보대사

## 수상
- 2007년 KBS 연예대상 코미디부문 우수코너상
- 2010년 KBS 연예대상 코미디부문 최우수코너상

## 광고
- LG U+
- 귀뚜라미보일러

## 영화
- 세이 예스